# Apate
Apate (także Zdrada; gr. Ἀπάτη Apátē) – w mitologii greckiej uosobienie zdrady; córka Nyks; jedno z nieszczęść zawartych w puszce Pandory
Jej rzymską odpowiedniczką była Fraus.